# NGC 3244
NGC 3244 је спирална галаксија у сазвежђу Шмрк (Пумпа) која се налази на NGC листи објеката дубоког неба.
Деклинација објекта је - 39° 49' 40" а ректасцензија 10h 25m 28,8s. Привидна величина (магнитуда) објекта NGC 3244 износи 12,3 а фотографска магнитуда 13,0. Налази се на удаљености од 25,673 милиона парсека од Сунца. NGC 3244 је још познат и под ознакама ESO 317-24, MCG -7-22-5, IRAS 10232-3934, PGC 30594.